# Sasaki Takumi
Takumi Sasaki (佐々木 匠 Sasaki Takumi, sinh ngày 30 tháng 3 năm 1998) là một cầu thủ bóng đá người Nhật Bản. Anh thi đấu cho Kamatamare Sanuki.

## Sự nghiệp
Takumi Sasaki gia nhập câu lạc bộ tại J1 League Vegalta Sendai năm 2016.

## Thống kê câu lạc bộ
Cập nhật đến ngày 22 tháng 2 năm 2018.
| Thành tích câu lạc bộ | Thành tích câu lạc bộ | Thành tích câu lạc bộ | Giải vô địch | Giải vô địch | Cúp                   | Cúp                   | Cúp Liên đoàn | Cúp Liên đoàn | Tổng cộng | Tổng cộng |
| Mùa giải              | Câu lạc bộ            | Giải vô địch          | Số trận      | Bàn thắng    | Số trận               | Bàn thắng             | Số trận       | Bàn thắng     | Số trận   | Bàn thắng |
| Nhật Bản              | Nhật Bản              | Nhật Bản              | Giải vô địch | Giải vô địch | Cúp Hoàng đế Nhật Bản | Cúp Hoàng đế Nhật Bản | J. League Cup | J. League Cup | Tổng cộng | Tổng cộng |
| --------------------- | --------------------- | --------------------- | ------------ | ------------ | --------------------- | --------------------- | ------------- | ------------- | --------- | --------- |
| 2016                  | Vegalta Sendai        | J1 League             | 2            | 0            | 0                     | 0                     | 0             | 0             | 2         | 0         |
| 2017                  | Vegalta Sendai        | J1 League             | 5            | 0            | 1                     | 0                     | 7             | 3             | 13        | 3         |
| 2017                  | Tokushima Vortis      | J2 League             | 2            | 0            | –                     | –                     | –             | –             | 2         | 0         |
| Tổng                  | Tổng                  | Tổng                  | 9            | 0            | 1                     | 0                     | 7             | 3             | 17        | 3         |